# Río Tula
El río Tula es una corriente de agua que corre por el estado de Hidalgo en el centro de México. Toma su nombre de la ciudad de Tula de Allende, una de las principales poblaciones por las que atraviesa en su recorrido. El río nace, de la afluencia del río Tepeji con los  sistemas de desagüe de la Ciudad de México, y desemboca en la presa Zimapán que da origen al río Moctezuma; forma parte de la Región Hidrológica del Pánuco.
Originalmente nacía en los llanos de Tula, sin embargo, con la construcción de los sistemas de desagüe de la Ciudad de México y su zona metropolitana; recibe aportaciones de los ríos del Valle de México que originalmente alimentaban a los lagos de Texcoco, Chalco, Xochimilco, Zumpango y Xaltoca. Tiene como principales afluentes los ríos, Tepeji, Rosas, Tlautla, Salto, Salado, Chicavasco y Alfajayucan. Las aguas residuales son distribuidas para riego a lo largo de su recorrido, mediante distintos canales.
De acuerdo con datos de la Comisión Nacional del Agua (Conagua), el río Tula es uno de los más contaminados de México.

## Historia

Río Tula en su paso por Tezontepec de Aldama.

Tras la inundación de la Ciudad de México en 1604, el virrey Juan de Mendoza y Luna, convocó a la presentación de proyectos para un sistema de drenaje, pero no hubo ninguna propuesta favorable. En 1607, tras otra inundación, el virrey Luis de Velasco y Castilla publicó una nueva convocatoria. El cosmógrafo Enrico Martínez presentó el proyecto ganador, que consistía en un corte a cielo abierto para drenar el río Cuautitlán hacia Nochistongo, aprobado el 23 de octubre de 1607.
La obra del Tajo de Nochistongo, consistió en la construcción de un túnel y el corte de los cerros, para que el agua drenara por gravedad. Las aguas del río Cuautitlán se conectarían con el río Tepeji mediante el tajo, atravesando los cerros de Huehuetoca, llegando finalmente al río Tula. Pero la capacidad fue insuficiente y no disminuyó el volumen de agua requerido. Después de la inundación de la Ciudad de México en 1629, que derrumbó el tajo; en 1637 se decidió la reconstrucción del Tajo de Nochistongo a cielo abierto, a fin de drenar el lago de Zumpango, para dirigir sus aguas directamente hacia el río Tula.
Los trabajos fueron concluidos el 8 de junio de 1789, cuando se logró concluir el último tramo del tajo abierto; resultó ser insuficiente para drenar las aguas residuales y pluviales de la ciudad. A mediados del siglo XIX el ingeniero Francisco Garay propuso construir un Gran canal de Desagüe. En 1867 se comenzaron las obras del Gran Canal de Desagüe, durante el mandato de Maximiliano de Habsburgo. El aprovechamiento de aguas residuales y pluviales  para la agricultura, inició a finales del siglo XIX. A la vez que eran desarrolladas las obras del Gran Canal del Desagüe de la Ciudad de México.
En 1886 la IX Legislatura del Congreso de Hidalgo había aprobado un contrato celebrado con un particular para abrir un canal desde el río Tula hasta el valle de Ixmiquilpan. Por otra parte, los municipios de Actopan, Ixmiquilpan, Mixquiahuala y Tula, solicitaban la concesión del uso de las aguas que llegarían al río Tula. En 1895 un decreto de Porfirio Díaz, se le “otorgan” los desechos de la Ciudad de México a la región (un decreto que ha sido ratificado en los años veinte, en los sesenta, y en los noventa).  El Túnel de Tequixquiac (viejo túnel), fue concluido en el año 1895. En 1886 se inició el riego con aguas residuales en las zonas de Tlaxcoapan y Tlahuelilpan. El 17 de marzo de 1900 fue inaugurado oficialmente el Gran Canal del Desagüe por el presidente Porfirio Díaz.
La presa Requena fue construida en el periodo de 1919 a 1922. Entre los años 1930 se amplió el sistema de riego, construyéndose distintas presas sobre el río Tula. La construcción de una obra auxiliar fue necesaria para liberar la carga recibida por el Gran Canal, el Nuevo túnel de Tequixquiac se construyó entre los años 1937 y 1942. En la zona de Ixmiquilpan en 1942, se inician trabajos por la iniciadas por la Comisión Nacional de Irrigación; las obras consistieron en la construcción de la presa derivadora de Tecolotes y la presa derivadora El Maye, ambas sobre el río Tula con sus respectivos canales generales. La presa Endhó fue construida entre 1947 y 1952.
En 1962, se puso en servicio el Túnel Emisor Poniente, sigue el cauce del río Hondo hasta el Vaso de Cristo, para después conectarse con el río Cuautitlán y descargar hacia el Tajo de Nochistongo e incorporarse al río El Salto. En 1975 se concluyó el Túnel Emisor Central, y su recorrido lo lleva a descargar en el río El Salto, a partir de donde las aguas son conducidas hasta la presa Requena y más adelante al río Tula. Al Emisor Central confluyen principalmente los tres interceptores siguientes Interceptor Centro-Poniente, Interceptor Central, Interceptor Oriente. Con el Túnel Emisor Central se incrementó las aguas negras, que a su vez fueron distribuidas a los distritos de riego.
El 14 de enero de 1981 aparecen 12 cadáveres, en la lumbrera #8 del emisor central del sistema de drenaje profundo; ubicada en San José Acoculco, municipio de Atotonilco de Tula. Las víctimas fueron identificadas como ciudadanos de origen colombiano, pertenecientes a una banda de asaltantes de instituciones bancarias; otra de las víctimas era un taxista mexicano. Las averiguaciones posteriores apuntaban a que Arturo Durazo Moreno, jefe de la policía de la Ciudad de México, había sido el responsable intelectual; y su colaborador, Francisco Sahagún Baca, habría sido el autor material.
En 2008, se inició el proyecto constructivo del Túnel Emisor Oriente; el 25 de julio de 2017 se inauguró la Planta de Tratamiento de Aguas Residuales Atotonilco, ha esta planta llega el Túnel Emisor Oriente inaugurado el 23 de diciembre de 2019. Las lluvias en 2021, provocaron la crecida de las aguas a inicios de septiembre. La presa Endhó registró niveles máximos; lo que provocó el desbordamiento de algunos canales. El 7 de septiembre el río se desbordó provocando inundaciones en los municipios de Tula de Allende, Ixmiquilpan y Tlahuelilpan; otros municipios afectados por el desborde del río o de alguno de sus afluentes fueron: Alfajayucan, Mixquiahuala de Juárez, Chilcuautla, Tepeji del Río de Ocampo, Tezontepec de Aldama, Tasquillo y Tlaxcoapan.
En 2022 se anunció el Plan hídrico de Tula, por la Comisión Nacional del Agua, proyecto con trabajos de ampliación, rectificación y revestimiento del río en un tramo de 3.8 kilómetros en Tula de Allende. Lo que incluye el subtramo 1, en una longitud de 1940 metros, ampliación de la sección hidráulica de los puentes Zaragoza, Melchor Ocampo y Metlac; y el subtramo 2, en una longitud de 1840 metros. Los trabajos de limpieza y dragado del río empezaron el 12 de abril de 2022; y el 30 de mayo del 2022, comenzaron los trabajos de revestimiento con cemento del río Tula, en el tramo del puente Metlac.

## Geografía

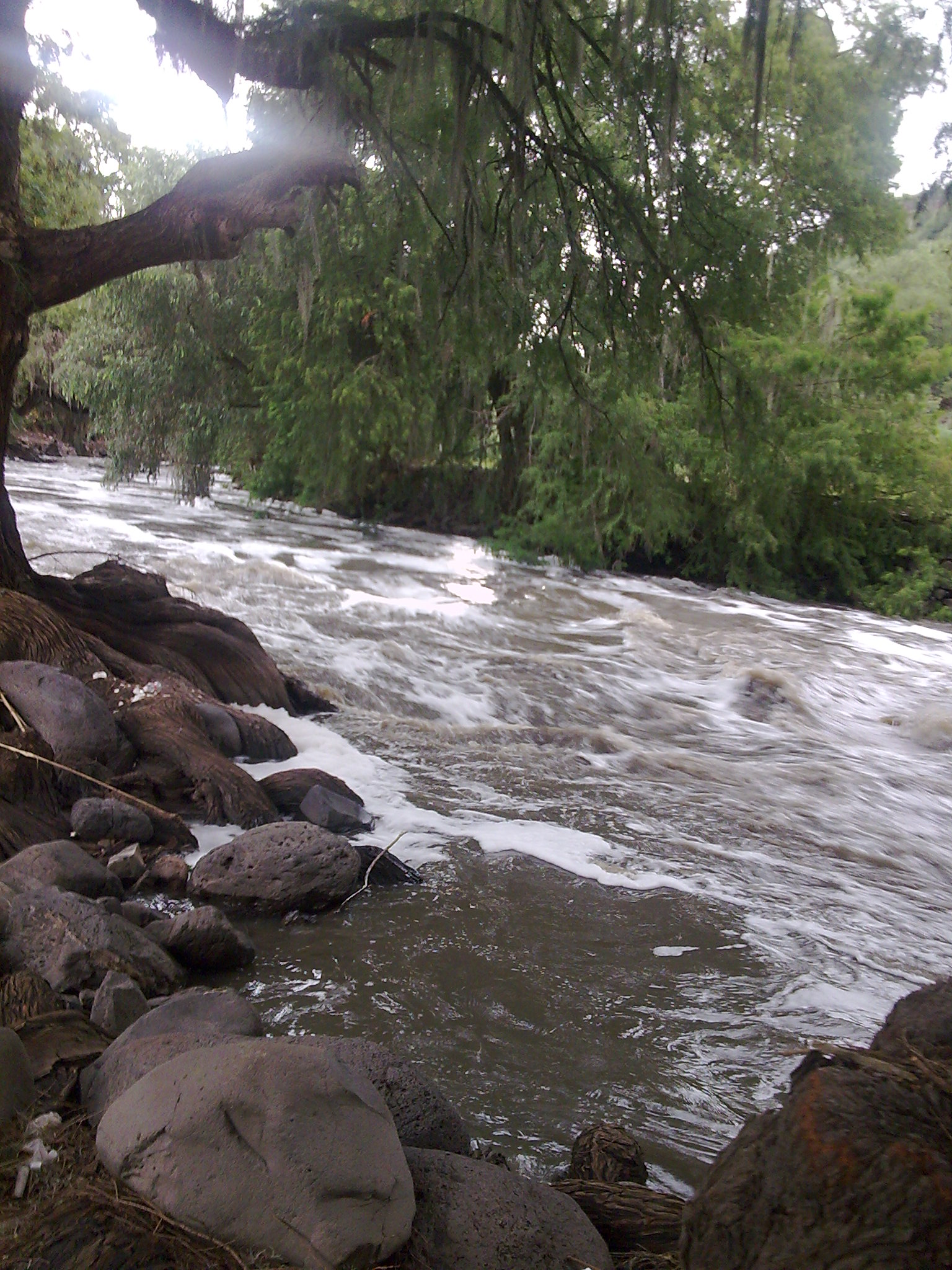
Río Tula en su paso por Mixquiahuala.

El río Tula nace de la confluencia del río Tepeji, con los  sistemas de desagüe de la Ciudad de México y su zona metropolitana. Lo que sucede medio kilómetro aguas abajo de la presa Requena, donde se reciben las aguas en el margen derecha del río El Salto.
Después de la presa Requena, partiendo de una altitud de 2100 m s. n. m., con curso al norte, pasa por las inmediaciones de Tula de Allende; para que después sus aguas ser controladas mediante la presa Endhó. En este tramo aportan agua por su margen izquierda, el río Tlautla, el río Rosas, que afluye ligeramente aguas debajo de Tula, y el río Michimaloya, que descarga en el embalse de la presa Endhó.
Partiendo de la presa Endhó a una altitud de 2015 m s. n. m., conserva su curso norte hasta llegar a la formación de Cerro Grande y Sombrerete, donde cambia bruscamente al oriente; y pasa por las inmediaciones de Tezontepec de Aldama. El único afluente de importancia en este tramo es el río Salado, que afluye por margen derecha 2 km aguas debajo de Tezontepec. Cambia nuevamente de curso al noreste, para pasar cerca de Mixquiahuala y Progreso. A partir de este último poblado, a una altitud de 1845 m s. n. m., la corriente sigue un curso norte y penetra a una zona de topografía accidentada.
A partir de Progreso continua curso norte, pasa por las localidades de Chilcuautla, Tlacotlapilco e Ixmiquilpan. Al norte de Ixmiquilpan recibe por margen derecha, a una altitud de 1720 m s. n. m., las aportaciones del río Chicavasco. A partir de la confluencia, cambia su curso oeste-noroeste y penetra a una zona de topografía accidentada pasando por las poblaciones de San Juanico y Tasquillo. Recibe por margen izquierda a una altitud de 1695 m s. n. m., al río Alfajayucan, y finalmente vierte sus aguas en la Presa Zimapán. El río San Juan y el río Tula se unen en la Presa Zimapán y forman el río Moctezuma.

## Contaminación
De acuerdo con datos de la Comisión Nacional del Agua (Conagua), el río Tula es uno de los más contaminados de México, genera 409.42 millones de m³ anuales de aguas residuales. La contaminación del río Tula se debe a que esta corriente recibe tanto las aguas residuales de la e la Ciudad de México y su zona metropolitana, así como las de las zonas industriales asociadas a la ciudad de Tula de Allende. La cuenca del río Tula es la más afectada por ser receptora de las aguas residuales provenientes de la Zona Metropolitana del Valle de México, de las cuales casi el 60 % es agua residual cruda y el 40 % restante es de agua pluvial. La Presa Endhó es catalogada como la "Cloaca más grande del mundo"; con cantidades superiores a la norma ambiental de metales pesados como plomo y mercurio, así como  arsénico, cianuro, nitratos, fósforo, manganeso, níquel, fosfatos, aceites y detergentes, entre otras sustancias químicas.